# Роб Лоу
Роберт Гелпер (Роб) Лоу (англ. Robert Hepler 'Rob' Lowe; нар. 17 березня 1964) — американський актор, шестиразовий номінант на премію «Золотий глобус», номінант на премію «Еммі».

## Біографія
Роб Лоу народився 17 березня 1964 року в місті Шарлоттсвілль, штат Вірджинія. Батько Чарльз Девіс Лоу — адвокат, мати Барбара Лінн Гелпер — вчителька. У дитинстві Роб через вірусне захворювання оглух на праве вухо. Сім'я переїхала в місто Дейтон, штат Огайо, де Роб відвідував школу Oakwood Junior High School. Потім з матір'ю і братом переїхав до Каліфорнії. Навчався в середній школі в Санта-Моніці, ту ж школу відвідували Еміліо Естевес, Чарлі Шин, Роберт Дауні-молодший, Шон Пенн та Кріс Пенн.

## Кар'єра
Свою першу роль Роб Лоу виконав у 1979 році в телесеріалі «Новий вид родини». Був номінований на «Золотий глобус» за фільм «Дитина четверга» (1983). Знімався у фільмах: «Ізгої» (1983), «Вогні святого Ельма» (1985), «Що трапилося минулої ночі» (1986). У 2000-х роках найбільш відомий за ролями у серіалах «Парки та зони відпочинку», «Західне крило» та «Брати і сестри».

## Особисте життя
З 1991 Роб Лоу одружений з Шеріл Беркофф, у них двоє синів: Метью Едвард (1993) і Джон Оуен (1995).

## Фільмографія
| Рік       |    | Українська назва                        | Оригінальна назва                                        | Роль                                           |
| --------- | -- | --------------------------------------- | -------------------------------------------------------- | ---------------------------------------------- |
| 2020—2022 | с  | 9-1-1: Самотня зірка                    | 9-1-1: Lone Star                                         | Оуен Стренд (43 епізоди)                       |
| 2019      | ф  |                                         | Holiday in the Wild (Christmas in the Wild)              | Дерек                                          |
| 2016—2019 | мс | Левина варта                            | The Lion Guard                                           | Сімба (голос, 24 епізоди)                      |
| 2019      | с  | Wild Bill                               | Білл Гіксон (6 епізодів)                                 |                                                |
| 2018      | тф | Погана кров                             | The Bad Seed                                             | Девід                                          |
| 2016—2018 | с  | Реанімація                              | Code Black                                               | д-р Ітан Вілліс (29 епізодів)                  |
| 2018      | ф  | Супер патруль 2                         | Super Troopers 2                                         | Ґай ЛеФранк                                    |
| 2017      | с  | Орвілл                                  | The Orville                                              | археолог Даруліо (2 епізоди)                   |
| 2017      | ф  | Як бути коханцем-латино                 | How to Be a Latin Lover                                  | Рік                                            |
| 2016      | ф  | Автомонстри                             | Monster Trucks                                           | Ріс Теннесон                                   |
| 2015—2016 | с  |                                         | The Grinder                                              | Дін Сендерсон (22 епізодів)                    |
| 2015      | с  | Місто місячного променя                 | Moonbeam City                                            | Дезл Новак (голос, 10 епізодів)                |
| 2015      | мф |                                         | The Lion Guard: Return of the Roar                       | Сімба (голос)                                  |
| 2015      | с  | Ти, я і Апокаліпсис                     | You, Me and the Apocalypse                               | отець Джуд (8 епізодів)                        |
| 2010—2015 | с  | Парки та зони відпочинку                | Parks and Recreation                                     | Кріс Трегер (76 епізодів)                      |
| 2015      | ф  | Привласнена угода                       | Pocket Listing                                           | Френк Гантер                                   |
| 2015      | тф |                                         | Beautiful & Twisted                                      | Бен Новак молодший                             |
| 2014      | тф | Професіонал                             | The Pro                                                  | Бен Бертрам                                    |
| 2014      | ф  | Інтерв'ю                                | The Interview                                            | Роб Лоу                                        |
| 2014      | мф | Вартовий Місяця                         | Mune, le gardien de la lune (Mune: Guardian of the Moon) | Согон, вартовий Сонця (голос в англ. версії)   |
| 2014      | ф  | Секс-відео                              | Sex Tape                                                 | Генк                                           |
| 2011—2014 | с  | Хтива Каліфорнія (Секс і Каліфорнія)    | Californication                                          | Едді Неро (6 епізодів)                         |
| 2013      | тф | Убивство Кеннеді                        | Killing Kennedy                                          | президент Джон Кеннеді                         |
| 2013      | ф  | За канделябрами                         | Behind the Candelabra                                    | д-р Джек Старц                                 |
| 2013      | тф | Переслідування Кейсі Ентоні             | Prosecuting Casey Anthony                                | Джефф Ештон                                    |
| 2012      | в  |                                         | Parks and Recreation: Dammit Jerry!                      | Кріс Трегер                                    |
| 2012      | ф  | На ножах                                | Knife Fight                                              | Пол Тернер                                     |
| 2012      | тф | Дрю Пітерсон: Недорканний               | Drew Peterson: Untouchable                               | Дрю Пітерсон                                   |
| 2011      | с  | Молода Ліга справедливості              | Young Justice                                            | Капітан Марвел (голос, 2 епізоди)              |
| 2011      | ф  | Гра в атаці                             | Breakaway                                                | Ден Вінтерс                                    |
| 2011      | ф  | Я втомився від тебе                     | I Melt with You                                          | Джонатан                                       |
| 2006—2010 | с  | Брати і сестри                          | Brothers & Sisters                                       | Роберт Маккаллістер (78 епізодів)              |
| 2009      | кф |                                         | Prequel: The Dawn of Lying                               | Бред Кесслер                                   |
| 2009      | тф | Надто пізно прощатись                   | Too Late to Say Goodbye                                  | Барт Корбін                                    |
| 2009      | ф  | Винайдення брехні                       | The Invention of Lying                                   | Бред Кесслер                                   |
| 2007—2009 | мс | Гріфіни                                 | Family Guy                                               | Стенфорд Кордрей / Роб Лоу (голоси, 2 епізоди) |
| 2007      | тф |                                         | Stir of Echoes: The Homecoming                           | Тед Коган                                      |
| 2006      | тф | Ідеальний день                          | A Perfect Day                                            | Боб Гарлан                                     |
| 2004—2006 | с  | Доктор Вегас                            | Dr. Vegas                                                | д-р Біллі Грант (10 епізодів)                  |
| 1999—2006 | с  | Західне крило                           | The West Wing                                            | Сем Сіборн (85 епізодів)                       |
| 2005      | тф | Різдвяне благословення                  | The Christmas Blessing                                   | Роберт Лейтон                                  |
| 2005      | ф  | Дякуємо за куріння                      | Thank You for Smoking                                    | Джефф Мегалл                                   |
| 2005      | с  | Пляжні дівчата                          | Beach Girls                                              | Джек Кілверт (6 епізодів)                      |
| 2004      | тф | Ідеальні незнайомці                     | Perfect Strangers                                        | Ллойд Роквелл                                  |
| 2004      | ф  | Джиміні Глік в Ля-ля-вуді               | Jiminy Glick in Lalawood                                 | Роб Лоу                                        |
| 2004      | с  | Доля Салему                             | Salem's Lot                                              | Бен Мірс (2 епізоди)                           |
| 2003      | с  | Ліонський вертеп                        | The Lyon's Den                                           | Джек (Джон) Тернер (13 епізодів)               |
| 2003      | ф  | Вид згори кращий                        | View from the Top                                        | другий пілот Стів Бенч                         |
| 2002      | тф | Різдвяні черевики                       | The Christmas Shoes                                      | Роберт Лейтон                                  |
| 2002      | ф  | Остін Паверс: Золотий орган             | Austin Powers in Goldmember                              | Номер два                                      |
| 2002      | тф |                                         | Framed                                                   | Майк Сантіні                                   |
| 2001      | тф | Джейн Доу                               | Jane Doe                                                 | Девід Доу                                      |
| 2001      | ф  | Близькість                              | Proximity                                                | Вілл Конрой                                    |
| 2000      | ф  | Фахівці                                 | The Specials                                             | Довгоносик                                     |
| 2000      | ф  | Під тиском                              | Under Pressure                                           | Джон Спенсер                                   |
| 1999      | ф  | Мертва тиша                             | Dead Silent                                              | Кевін Фінні                                    |
| 1999      | ф  | Звивисті дороги                         | Winding Roads                                            | тусівник                                       |
| 1999      | ф  | Остін Паверс: Шпигун, який мене звабив  | Austin Powers: The Spy Who Shagged Me                    | Номер два                                      |
| 1999      | тф | Атомний поїзд (2 серії)                 | Atomic Train                                             | Джон Сігер                                     |
| 1998      | ф  |                                         | One Hell of a Guy                                        | Нік                                            |
| 1998      | с  | Історії з мого дитинства                | Stories from My Childhood                                | 1 епізод, озвучення                            |
| 1998      | ф  | Напрокат                                | For Hire                                                 | Мітч Лоренс                                    |
| 1998      | тф | Обурення                                | Outrage                                                  | Том Кейсі                                      |
| 1997      | в  | Божевільна шістка                       | Crazy Six                                                | Біллі / Божевільна шістка                      |
| 1997      | ф  | Ворожі наміри                           | Hostile Intent                                           | Клірі                                          |
| 1997      | тф | Опівнічна людина                        | Midnight Man                                             | Шон Діллон                                     |
| 1997      | ф  | Контакт                                 | Contact                                                  | Річард Ренк                                    |
| 1997      | ф  | Остін Паверс: Міжнародна людина-загадка | Austin Powers: International Man of Mystery              | друг Безголового Поплічника                    |
| 1997      | ф  | Життя в Перилі                          | Living in Peril                                          | Волтер Вудс                                    |
| 1996      | ф  |                                         | Fox Hunt                                                 | Едісон Петтібон                                |
| 1996      | тф |                                         | On Dangerous Ground                                      | Шон Діллон                                     |
| 1996      | ф  | Скеля Малголланд                        | Mulholland Falls                                         | хулиган                                        |
| 1995      | в  |                                         | First Degree                                             | детектив Рік Меллорі                           |
| 1995      | с  | Шоу Ларрі Сандерса                      | The Larry Sanders Show                                   | Роб Лоу (1 епізод)                             |
| 1995      | ф  | Тюхтій Томмі                            | Tommy Boy                                                | Пол Беріш                                      |
| 1994      | ф  | Френк і Джессі                          | Frank & Jesse                                            | Джессі Джеймс                                  |
| 1994      | с  | Протистояння                            | The Stand                                                | Нік Андрос (4 епізоди)                         |
| 1993      | вг |                                         | Fox Hunt                                                 | Едісон Петтібон                                |
| 1993      | с  | Великі виступи                          | Great Performances                                       | Доктор Цукровіц (1 епізод)                     |
| 1992      | ф  | Найкраща година                         | The Finest Hour                                          | Лоренс Гаммер                                  |
| 1992      | ф  | Світ Вейна                              | Wayne's World                                            | Бенджамін Олівер                               |
| 1991      | ф  |                                         | The Dark Backward                                        | Дірк Дельта                                    |
| 1990      | тф | Якщо туфелька не тисне                  | If the Shoe Fits                                         | Франческо Сальваторе                           |
| 1990      | ф  | Дурний вплив                            | Bad Influence                                            | Алекс                                          |
| 1988      | ф  | Незаконно твій                          | Illegally Yours                                          | Річард Дайс                                    |
| 1988      | ф  | Маскарад                                | Masquerade                                               | Тім Волен                                      |
| 1987      | ф  | Кадриль                                 | Square Dance                                             | Рорі                                           |
| 1986      | ф  | Що трапилось минулої ночі               | About Last Night...                                      | Денні                                          |
| 1986      | ф  | Молода кров                             | Youngblood                                               | Дін Янгблад                                    |
| 1985      | ф  | Вогні святого Ельма                     | St. Elmo's Fire                                          | Білл Гікс                                      |
| 1984      | ф  | Оксфорд Блюз                            | Oxford Blues                                             | Нік Де Анджело                                 |
| 1984      | ф  | Готель «Нью-Гемпшир»                    | The Hotel New Hampshire                                  | Джон                                           |
| 1983      | ф  | Клас                                    | Class                                                    | Скип                                           |
| 1983      | ф  | Вигнанці                                | The Outsiders                                            | Содапоп Кертіс                                 |
| 1983      | тф |                                         | Thursday's Child                                         | Сем Елден                                      |
| 1980—1981 | с  |                                         | ABC Afterschool Specials                                 | Чарльз Елдерберрі / Джефф Бартлетт (2 епізоди) |
| 1979—1980 | с  | Сім'я нового типу                       | A New Kind of Family                                     | Тоні Фленеган (11 епізодів)                    |

### Музичні відео
| Рік  | Назва                           | Виконавець  | Примітки         |
| ---- | ------------------------------- | ----------- | ---------------- |
| 1985 | St. Elmo's Fire (Man In Motion) | Джон Парр   | роль — Білл Гікс |
| 1984 | Turn to You                     | The Go-Go's |                  |

## Нагороди та номінації
- Зірка на Алеї слави Голлівуду (телезірки) — 8 грудня 2015 року, адреса: 6667 Hollywood Blvd.[4]

| Рік  | Нагорода                            | Номінація | Організація                          | Робота                                    | Примітки                                                                | Результат |
| ---- | ----------------------------------- | --- | ------------------------------------ | ----------------------------------------- | ----------------------------------------------------------------------- | --------- |
| 2017 | BTVA Television Voice Acting Award  | Best Vocal Ensemble in a New Television Series                                                                  | Behind the Voice Actors Awards       | The Lion Guard (2016)                     | Разом з іншими акторами                                                 | Номінація |
| 2016 | Golden Globe                        | Best Performance by an Actor in a Television Series — Comedy or Musical                                         | Golden Globes, USA                   | The Grinder (2015)                        |                                                                         | Номінація |
| 2016 | BTVA Special/DVD Voice Acting Award | Best Vocal Ensemble in a TV Special/Direct-to-DVD Title or Short                                                | Behind the Voice Actors Awards       | The Lion Guard: Return of the Roar (2015) | Разом з іншими акторами                                                 | Номінація |
| 2016 | People's Choice Award               | Favorite Actor in a New TV Series                                                                               | People's Choice Awards, USA          | The Grinder (2015)                        |                                                                         | Номінація |
| 2014 | Golden Globe                        | Best Performance by an Actor in a Supporting Role in a Series, Miniseries or Motion Picture Made for Television | Golden Globes, USA                   | Behind the Candelabra (2013)              |                                                                         | Номінація |
| 2014 | Actor                               | Outstanding Performance by a Male Actor in a Television Movie or Miniseries                                     | Screen Actors Guild Awards           | Killing Kennedy (2013)                    |                                                                         | Номінація |
| 2013 | Gold Derby TV Award                 | TV Movie/Mini Supporting Actor                                                                                  | Gold Derby Awards                    | Behind the Candelabra (2013)              |                                                                         | Номінація |
| 2011 | Gold Derby TV Award                 | Comedy Lead Actor                                                                                               | Gold Derby Awards                    | Parks and Recreation (2009)               |                                                                         | Номінація |
| 2008 | Gold Derby TV Award                 | Ensemble of the Year                                                                                            | Gold Derby Awards                    | Brothers & Sisters (2006)                 | Разом з іншими акторами                                                 | Номінація |
| 2006 | OFTA Television Award               | Best Guest Actor in a Drama Series                                                                              | Online Film & Television Association | The West Wing (1999)                      |                                                                         | Номінація |
| 2005 | Emmy                                | Outstanding Writing                                                                                             | Sports Emmy Awards                   | ESPN 25: The Headlines (2004)             | Разом із Грегом Дженнінгзом за есей «Sept. 11 Attacks Shut Down Sports» | Номінація |
| 2003 | Actor                               | Outstanding Performance by an Ensemble in a Drama Series                                                        | Screen Actors Guild Awards           | The West Wing (1999)                      | Разом з іншими акторами                                                 | Номінація |
| 2002 | Actor                               | Outstanding Performance by an Ensemble in a Drama Series                                                        | Screen Actors Guild Awards           | The West Wing (1999)                      | Разом з іншими акторами                                                 | Перемога  |
| 2001 | Golden Globe                        | Best Performance by an Actor in a Television Series — Drama                                                     | Golden Globes, USA                   | The West Wing (1999)                      |                                                                         | Номінація |
| 2001 | Primetime Emmy                      | Outstanding Lead Actor in a Drama Series                                                                        | Primetime Emmy Awards                | The West Wing (1999)                      | За роль Сема Сіборна                                                    | Номінація |
| 2001 | Actor                               | Outstanding Performance by an Ensemble in a Drama Series                                                        | Screen Actors Guild Awards           | The West Wing (1999)                      | Разом з іншими акторами                                                 | Перемога  |
| 2001 | TV Guide Award                      | Supporting Actor of the Year in a Drama Series                                                                  | TV Guide Awards                      | The West Wing (1999)                      |                                                                         | Номінація |
| 2000 | Golden Globe                        | Best Performance by an Actor in a Television Series — Drama                                                     | Golden Globes, USA                   | The West Wing (1999)                      |                                                                         | Номінація |
| 2000 | OFTA Television Award               | Best Actor in a New Drama Series                                                                                | Online Film & Television Association | The West Wing (1999)                      |                                                                         | Номінація |
| 1988 | Golden Globe                        | Best Performance by an Actor in a Supporting Role in a Motion Picture                                           | Golden Globes, USA                   | Square Dance (1987)                       |                                                                         | Номінація |
| 1986 | Razzie Award                        | Worst Supporting Actor                                                                                          | Razzie Awards                        | St. Elmo's Fire (1985)                    |                                                                         | Перемога  |
| 1984 | Golden Globe                        | Best Performance by an Actor in a Supporting Role in a Series, Miniseries or Motion Picture Made for Television | Golden Globes, USA                   | Thursday's Child (1983)                   |                                                                         | Номінація |